# کانیدین امپریال بنک آو کامرس

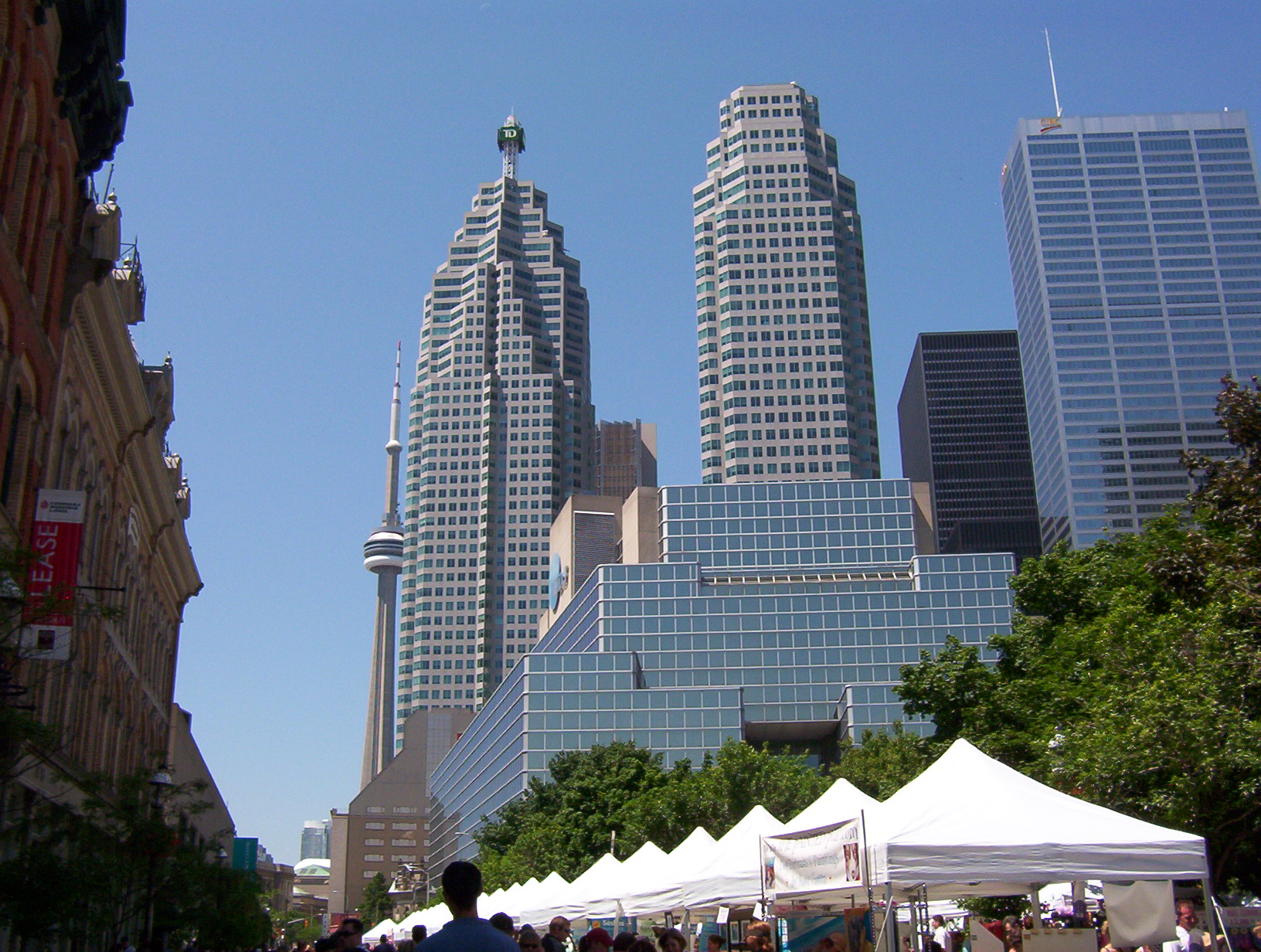
ساختمان دفترمرکزی بانک تجارت امپریال کانادا در تورنتو

کانیدین امپریال بنک آو کامرس (به انگلیسی: Canadian Imperial Bank of Commerce) شرکت خدمات مالی و بانکداری کانادایی است، که هم‌اکنون به‌عنوان پنجمین بانک بزرگ کانادا شناخته می‌شود.
ریشه‌های تأسیس کانیدین امپریال بنک آو کامرس به زمان تشکیل بانک تجارت کانادا در سال ۱۸۶۷ میلادی بازمی‌گردد. فرم کنونی این بانک نیز حاصل ادغام بانک تجارت کانادا و امپریال بانک کانادا در سال ۱۹۶۱ است. بانک تجارت امپریال کانادا در حال حاضر دارای شعباتی در ایالات متحده آمریکا، بریتانیا، کشورهای حوزه کارائیب و آسیا می‌باشد.
شعبه مرکزی بانک تجارت امپریال کانادا در شهر تورنتو، انتاریو قرار دارد و بخشی از سهام آن در بازارهای بورس نیویورک و بورس تورنتو معامله می‌شود. در سال ۲۰۱۲ کانیدین امپریال بنک آو کامرس در فهرست فوربز جهانی ۲۰۰۰ در رتبه ۱۷۲ از بزرگترین شرکت‌های جهان قرار گرفت.